# TER Grand Est
A TER Grand Est vagy TER Fluo a Grand Est régiót kiszolgáló regionális vasúthálózat Franciaország északkeleti részén. A hálózatot a francia nemzeti vasúttársaság, az SNCF üzemelteti. 2016-ban alakult a korábbi TER Alsace, TER Lorraine és TER Champagne-Ardenne régiók összevonásával.

## TER hálózat

### Vasút
| Járat | Útvonal                                                                               |
| ----- | ------------------------------------------------------------------------------------- |
|       | Elzászi                                                                               |
| A01   | Strasbourg ↔ Mulhouse ↔ Basel SBB/SNCF                                                |
| A02a  | Strasbourg ↔ Erstein ↔ Sélestat ↔ Colmar ↔ (Mulhouse)                                 |
| A02b  | (Strasbourg) ↔ Colmar ↔ Bollwiller ↔ Mulhouse                                         |
| A03   | Strasbourg ↔ Saverne ↔ Sarrebourg                                                     |
| A04   | Strasbourg ↔ Haguenau                                                                 |
| A05   | Strasbourg ↔ Haguenau ↔ Niederbronn                                                   |
| A06   | Strasbourg ↔ Sarreguemines ↔ Saarbrücken (=L18)                                       |
| A07   | Strasbourg ↔ Molsheim ↔ Obernai ↔ Barr ↔ Sélestat                                     |
| A08   | Strasbourg ↔ Molsheim ↔ Rothau ↔ Saales ↔ Saint-Dié-des-Vosges ↔ Épinal               |
| A09   | Strasbourg ↔ Lauterbourg ↔ Wörth am Rhein                                             |
| A10   | Lauterbourg ↔ Wörth am Rhein                                                          |
| A11   | Strasbourg ↔ Kehl ↔ Offenburg                                                         |
| A13   | Strasbourg ↔ Nancy (=L20)                                                             |
| A14   | Strasbourg ↔ Saverne ↔ Metz (=L19)                                                    |
| A15   | Mulhouse ↔ Saint-Louis ↔ Basel SBB/SNCF                                               |
| A16   | Mulhouse ↔ Belfort                                                                    |
| A17   | Mulhouse ↔ Thann ↔ Kruth                                                              |
| A18   | Strasbourg ↔ Entzheim-Aéroport ↔ Molsheim                                             |
| A19   | Colmar ↔ Munster ↔ Metzeral                                                           |
| A31   | Mulhouse ↔ Müllheim ↔ Freiburg                                                        |
| A34   | Strasbourg ↔ Haguenau ↔ Wissembourg ↔ Neustadt an der Weinstraße                      |
|       | Champagne-Ardenne                                                                     |
| C01   | Sedan ↔ Charleville-Mézières ↔ Reims ↔ Champagne-Ardenne TGV                          |
| C02   | Strasbourg ↔ Nancy ↔ Bar-le-Duc / Saint-Dizier ↔ Châlons-en-Champagne ↔ Paris-Est     |
| C04   | Mulhouse ↔ Belfort / Dijon↔ Culmont - Chalindrey ↔ Chaumont ↔ Troyes ↔ Paris-Est      |
| C05   | Charleville-Mézières ↔ Hirson ↔ (Lille-Flandres)                                      |
| C06   | Reims ↔ Châlons-en-Champagne ↔ Saint-Dizier ↔ Chaumont ↔ Culmont - Chalindrey ↔ Dijon |
| C07   | Charleville-Mézières ↔ Givet                                                          |
| C08   | Charleville-Mézières ↔ Sedan ↔ Longuyon ↔ Longwy (=L26)                               |
| C09   | Reims ↔ Champagne-Ardenne TGV / Épernay                                               |
| C10   | Reims ↔ Laon                                                                          |
| C11   | Reims ↔ Fismes                                                                        |
|       | Lorraine                                                                              |
| L01a  | Nancy ↔ Pont-à-Mousson ↔ Pagny-sur-Moselle ↔ Metz                                     |
| L01b  | Metz ↔ Hagondange ↔ Thionville ↔ Bettembourg ↔ Luxembourg                             |
| L02   | Metz ↔ Thionville ↔ Apach↔ Perl ↔ Trier                                               |
| L04   | Nancy ↔ Épinal ↔ Remiremont                                                           |
| L05   | Épinal ↔ Lure↔ Belfort                                                                |
| L06a  | Nancy ↔ Pont-Saint-Vincent                                                            |
| L07   | Nancy ↔ Toul ↔ Neufchâteau ↔ Culmont - Chalindrey ↔ Dijon                             |
| L11   | Nancy ↔ Lunéville ↔ Saint-Dié-des-Vosges                                              |
| L12   | Nancy ↔ Blainville - Damelevières ↔ Lunéville                                         |
| L15   | Metz ↔ Béning ↔ Forbach ↔ Saarbrücken Hauptbahnhof                                    |
| L16   | Metz ↔ Béning ↔ Sarreguemines                                                         |
| L18   | Strasbourg ↔ Sarreguemines ↔ Saarbrücken Hauptbahnhof (=A06)                          |
| L19   | Strasbourg ↔ Saverne ↔ Metz (=A14)                                                    |
| L20   | Strasbourg ↔ Nancy (=A13)                                                             |
| L25   | Nancy ↔ Conflans - Jarny ↔ Longwy                                                     |
| L26   | Charleville-Mézières ↔ Sedan ↔ Longuyon ↔ Longwy (=C08)                               |
| L27   | Thionville ↔ Longuyon ↔ Longwy                                                        |
| L28   | Metz ↔ Bar-le-Duc ↔ Épernay                                                           |
| L29a  | Nancy ↔ Toul ↔ Bar-le-Duc ↔ Reims / Paris-Est                                         |
| L30   | Metz ↔ Hagondange / Onville ↔ Conflans - Jarny ↔ Verdun                               |
| L31   | Sarreguemines ↔ Saarbrücken Hauptbahnhof                                              |

1. ↑  Operated by TER 200.
2. ↑  Mainly operated by DB trains between Lauterbourg and Wörth.
3. ↑  Operated by DB.
4. ↑  Also operated by OSB.
5. ↑  Including Mulhouse Vallée de la Thur tram-train.
6. ↑  Connecting services operated by DB between Müllheim an Freiburg-im-Brisgau.
7. ↑  Operated by DB between Wissembourg and Neustadt an der Weinstraße.
8. ↑  Operated by TER Vallée de la Marne between Bar-le-Duc / Saint-Dizier and Paris-Est, including Château-Thierry station, part of TER Hauts-de-Francenetwork.
9. ↑  Belfort, Lure, Vesoul, Dijon and Is-sur-Tille are also part of TER Bourgogne-Franche-Comté network.
10. ↑  See TER Hauts-de-France line K61.
11. 1 2  Operated by TER Bourgogne-Franche-Comté between Is-sur-Tille and Dijon.
12. ↑  Also operated by CFL, between Bettembourg and Luxembourg.
13. ↑  Mainly operated by DB between Perl and Trier (Trèves).
14. ↑  Operated by TER Bourgogne-Franche-Comté.
15. ↑  Operated by Saarbahn tram-train.

### Busz
| Járat | Útvonal                                                          |
| ----- | ---------------------------------------------------------------- |
|       | Elzász                                                           |
| A20   | Sélestat ↔ Sainte-Marie-aux-Mines ↔ Saint-Dié-des-Vosges         |
| A23   | Sélestat ↔ Ribeauvillé ↔ (Riquewihr)                             |
| A25   | Saverne ↔ Frohmuhl                                               |
| A26   | Haguenau ↔ Obermodern ↔ Saverne                                  |
| A28   | Ingwiller↔ Wimmenau ↔ Lichtenberg                                |
| A29   | Mommenheim ↔ Ettendorf ↔ Bouxwiller                              |
| A30   | Cernay↔ Sewen                                                    |
| A36   | Diemeringen↔ Sarre-Union ↔ Sarralbe                              |
| A104  | Strasbourg ↔ Haguenau                                            |
| A107  | Strasbourg ↔ Molsheim ↔ Obernai ↔ Barr ↔ Sélestat                |
| A108  | Strasbourg ↔ Molsheim ↔ Rothau ↔ Saales                          |
| A109  | Strasbourg ↔ Lauterbourg                                         |
| A115  | Mulhouse ↔ Saint-Louis ↔ Basel SBB/SNCF                          |
| A117  | Mulhouse ↔ Thann↔ Kruth                                          |
| A119  | Colmar ↔ Munster ↔ Metzeral                                      |
| A134  | Strasbourg ↔ Haguenau ↔ Wissembourg                              |
|       | Champagne-Ardenne                                                |
| C12   | Saint-Dizier ↔ Chaumont                                          |
| C13a  | Troyes ↔ Romilly-sur-Seine                                       |
| C13b  | Romilly-sur-Seine ↔ Nogent-sur-Seine                             |
| C14   | Troyes ↔ Chaumont                                                |
| C15   | Chaumont ↔ Langres                                               |
| C16   | Châlons-en-Champagne ↔ Verdun                                    |
| C19   | Sedan ↔ Carignan ↔ La Ferté-sur-Chiers                           |
| C20   | Troyes ↔ Saint-Florentin - Vergigny ↔ Laroche - Migennes         |
| C22   | Ville-sous-la-Ferté ↔ Clairvaux ↔ Chaumont                       |
| C106  | Vitry-le-François ↔ Saint-Dizier                                 |
|       | Lorraine                                                         |
| L03   | Thionville ↔ Bouzonville ↔ Creutzwald                            |
| L06c  | Nancy ↔ Vézelise ↔ Mirecourt ↔ Vittel ↔ Contrexéville ↔ Damblain |
| L06d  | ( Nancy) ↔ Charmes ↔ Mirecourt↔ Vittel                           |
| L08   | Remiremont↔ Bussang                                              |
| L09   | Remiremont ↔ La Bresse                                           |
| L10   | Épinal ↔ Mirecourt↔ Vittel↔ Contrexéville↔ Neufchâteau           |
| L13   | Épinal↔ Saint-Dié-des-Vosges                                     |
| L14   | Lunéville ↔ Rambervillers ↔ ( Bruyères)                          |
| L17   | Sarreguemines ↔ Sarralbe↔ Sarre-Union ↔ Sarrebourg               |
| L21a  | Rémilly ↔ Morhange                                               |
| L21b  | Morhange↔ Sarrebourg                                             |
| L21c  | Sarrebourg ↔ Lutzelbourg                                         |
| L22   | Igney - Avricourt↔ Nouvel-Avricourt ↔ Sarrebourg                 |
| L101a | Nancy↔ Pont-à-Mousson ↔ Pagny-sur-Moselle ↔ Metz                 |
| L107  | Toul↔ Allamps                                                    |
| L125  | Metz ↔ Longwy                                                    |
| L126  | Longuyon ↔ Montmédy                                              |
| L130  | Pagny-sur-Moselle ↔ Onville ↔ Conflans - Jarny                   |

## Járművek

### Motorvonatok
- 15 B 82500
- 24 B 83500
- 10 B 84500
- 21 B 85000
- 12 U 25500
- 17 X 73500
- 19 X 73900
- 59 X 76500
- 14 Z 11500
- 25 Z 24500
- 51 Z 27500

### Mozdonyok
- 10 BB 22200
- 09 BB 25500
- 22 BB 26000
- 07 BB 67400